# 17P/Holmes
Pour les articles homonymes, voir Holmes.
17P/Holmes est une comète périodique du système solaire, découverte par l'astronome amateur Edwin Holmes en  1892. Elle n'a pas de queue visible et a pour particularité que sa magnitude apparente a énormément varié durant ses observations successives.

## Historique
17P/Holmes a été découverte par l'astronome Edwin Holmes le 6 novembre 1892 pendant qu'il conduisait des observations sur la galaxie d'Andromède. Elle a été confirmée par Edward Maunder (Observatoire royal de Greenwich), William Henry Maw (Royaume-Uni) et B Kidd (Bramley (Surrey), Royaume-Uni).
La comète a été découverte de manière indépendante par Thomas David Anderson (Édimbourg) le 8 novembre 1892 et par John Ewen Davidson (Maclay, Queensland, Australie) le 9 novembre.
Les premiers paramètres orbitaux ont été calculés indépendamment par Heinrich Kreutz et par George Mary Searle. D'autres observations ont permis de calculer une date du périhélie au 13 juin, ainsi qu'une période de 6,9 ans. Ces paramètres orbitaux ont permis de prouver que cette comète n'était pas 3D/Biela.
Les passages de 1899 et 1906 ont pu être observés, mais la comète fut perdue après 1906 et ne fut redécouverte que le 16 juillet 1964 par Elizabeth Roemer (USNO, Flagstaff, États-Unis) à l'aide de prédictions faites par Brian Marsden. Depuis, la comète a été observée à chaque passage.

### Événement lumineux de 2007
Le 23 octobre 2007, la luminosité de la comète a augmenté brutalement de près de 15 magnitudes, passant de la magnitude 17 à la magnitude 2,8. La comète est devenue aisément visible à l'œil nu dans la constellation de Persée et a pris l'apparence d'une « étoile » jaune brillante,. Un tel éclat peut normalement s'expliquer par un dégazage soudain ou une émission de particules par la comète, voire une fragmentation de celle-ci. Incidemment, c'est à la suite d'un événement similaire que la comète avait été découverte en 1892. À l'époque de sa découverte elle avait une magnitude de 4.

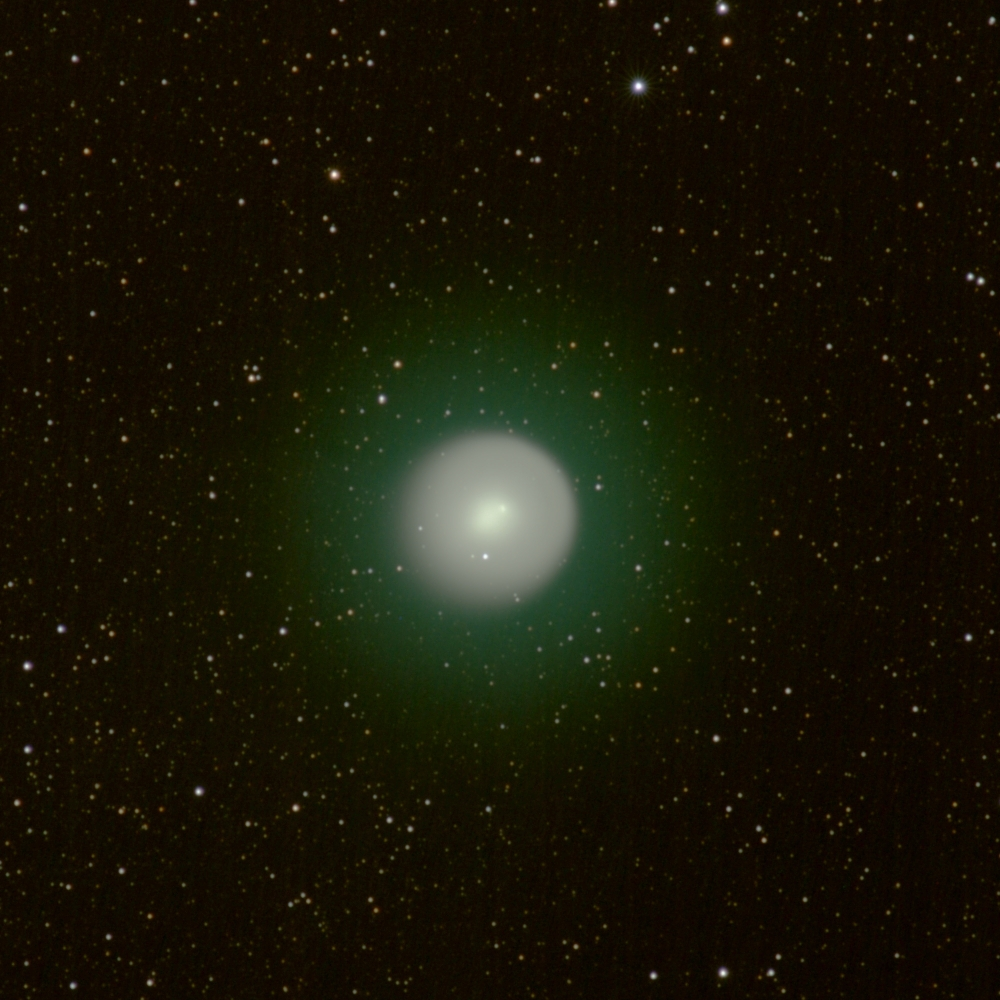
Image mettant en évidence le halo vert entourant la comète (2 novembre 2007)
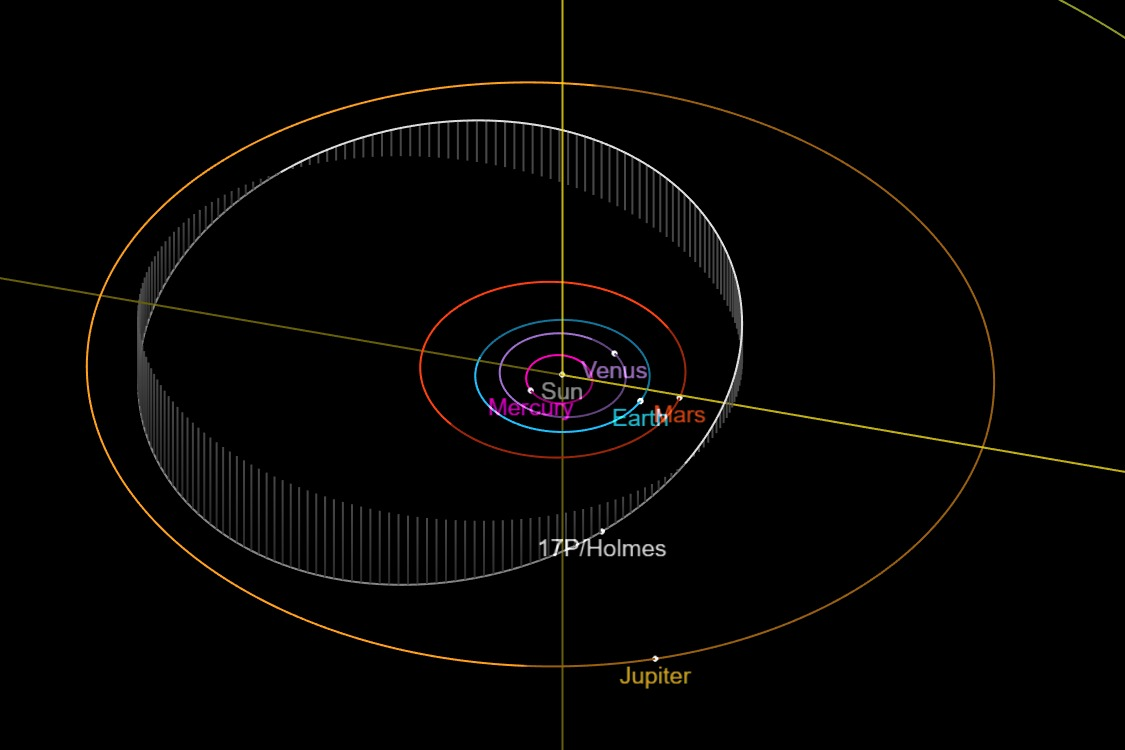
Simulation d'orbite